# Sergio Ramos
Ne pas confondre avec Sérgio Ramos, joueur de basket-ball.
Pour les articles homonymes, voir Sergio Ramos (homonymie), Ramos et García.
Ramos  García est un nom espagnol. Le premier nom de famille, en général paternel, est Ramos ; le second, en général maternel, souvent omis, est García.
Sergio Ramos García, dit Sergio Ramos, né le 30 mars 1986 à Camas (Espagne), est un footballeur international espagnol qui évolue au poste de défenseur central au CF Monterrey. 
Originaire de Séville, Sergio Ramos fait ses débuts professionnels dans le club andalou avant de signer en 2005 au Real Madrid. Chez les Merengue, il remporte de nombreux trophées dont cinq championnats et quatre Ligue des Champions au cours de seize saisons. Il devient même le capitaine du club en 2015 après le départ d’Iker Casillas et joue un rôle majeur dans la conquête des quatre titres européens, étant nommé dans l’équipe-type de la compétition à chaque fois. Il marque l’égalisation décisive à la dernière minute lors de la finale de la Ligue des Champions 2014 et score à nouveau 2 ans plus tard en finale. 
En 2021, le joueur quitte le Real Madrid et signe au Paris-Saint-Germain où son passage est mitigé malgré deux Ligue 1 remportées. Deux ans plus tard il retourne dans son club formateur du FC Séville, à l'âge de 37 ans.
La première sélection en équipe nationale de Sergio Ramos remonte au 26 mars 2005 face à la Chine sur une victoire 3-0. Sous le maillot de sa sélection nationale, Sergio Ramos remporte l'Euro 2008, la Coupe du monde 2010 & l'Euro 2012 en tant que titulaire, faisant donc partie des sept joueurs présents sur le terrain lors de ces trois finales remportées consécutivement pour une triple couronne inédite. Les années suivantes sont marquées par plusieurs éliminations successives jusqu'en 2021, année de sa dernière sélection avec la Roja. Ramos est le joueur le plus capé de la sélection espagnole avec 179 apparitions devançant Iker Casillas avec 167 apparitions. Non convoqué depuis le 31 mars 2021 & non appelé pour l’Euro 2020 ainsi que la Coupe du monde 2022 au Qatar & n’ayant plus la confiance de Luis Enrique & de Luis De La Fuente, le 23 février 2023, il annonce sa retraite internationale.
Défenseur latéral puis replacé dans l'axe, il est par ailleurs un excellent buteur grâce notamment à son jeu de tête et son adresse sur les penalties. Avec 11 buts en une saison en Liga, le footballeur fait partie des rares défenseurs ayant marqué plus de 10 buts en Liga depuis Ronald Koeman en 1994, et le premier au XXIe siècle. Sergio Ramos totalise 23 réalisations en équipe nationale, ce qui fait de lui le dixième buteur de la Roja. Il est également connu pour son fort tempérament sur le terrain l'ayant conduit à de nombreuses expulsions.

## Biographie

### Enfance et formation en Andalousie
Né en Espagne, dans la commune de Camas en Andalousie, Sergio Ramos commence dans l'équipe locale du Camas CF avant de rejoindre le centre de formation du Séville FC en 1996 aux côtés de joueurs comme Jesús Navas ou Antonio Puerta.
Dans une interview, il explique qu'étant plus jeune, il avait l'habitude de jouer au poste d'attaquant avant de changer pour jouer en tant que défenseur[réf. nécessaire].
Le joueur fait ses débuts professionnels le 1er février 2004, entrant en jeu contre le Deportivo la Corogne, et inscrit son premier but le 26 septembre 2004 face à la Real Sociedad.
L'athlète intéresse très vite de nombreux clubs et après deux saisons passées dans l'équipe première du Séville FC, il est transféré au Real Madrid à l'été 2005 pour un montant de 27 millions d'euros. Sergio Ramos est le seul joueur espagnol acheté par Florentino Pérez au cours de son premier mandat à la tête du club madrilène.

### Real Madrid (2005-2021)

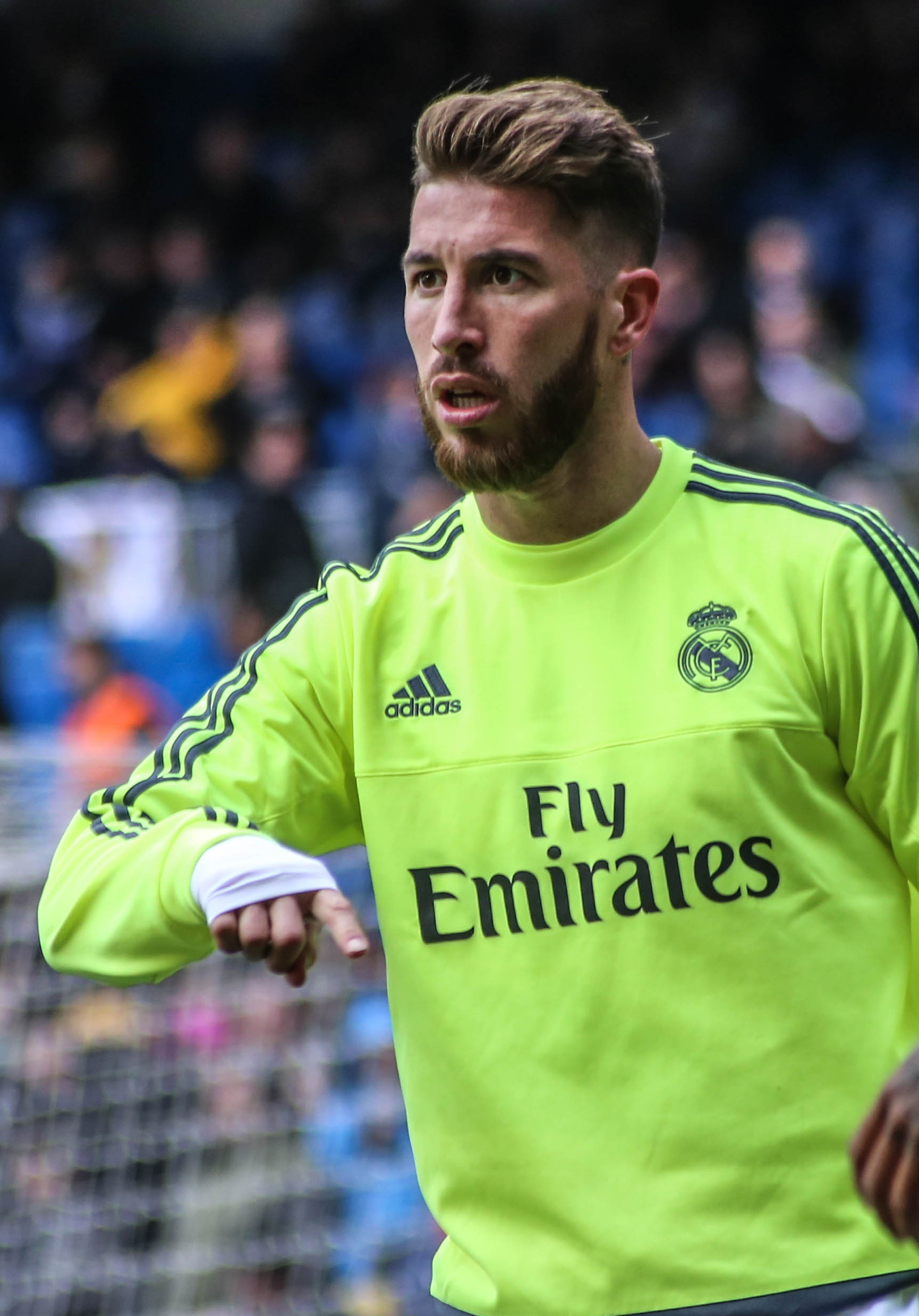
Sergio Ramos lors d'un entrainement au Real Madrid CF.

#### Début au Réal Madrid (2005-2009)
Au Real Madrid, Sergio Ramos se voit attribuer le numéro 4, porté auparavant par l'illustre Fernando Hierro. Il inscrit son premier but pour son nouveau club le 6 décembre 2005, lors d'un match de Ligue des champions contre l'Olympiakos Le Pirée (défaite 2-1). Lors de sa première saison au Real Madrid, le footballeur joue au poste de défenseur central, mais est également utilisé comme milieu de terrain défensif.
Avec l'arrivée de Christoph Metzelder et Pepe à l'été 2007, le joueur est utilisé comme défenseur latéral droit, voire gauche si nécessaire.
Sergio Ramos réalise une performance rare pour un défenseur, inscrivant plus de vingt buts lors de ses quatre premières saisons au Real Madrid. Dans une interview, il explique cela au fait d'avoir joué au poste d'attaquant jeune.
Le 4 mai 2008, l'Andalou délivre une passe décisive pour Gonzalo Higuaín à la 89e minute du match contre Osasuna. Grâce à ce but, le Real Madrid s'impose 2-1 et remporte sa 31e Liga. Lors de la dernière journée de cette saison, le défenseur inscrit son premier doublé sous le maillot madrilène contre Levante UD.

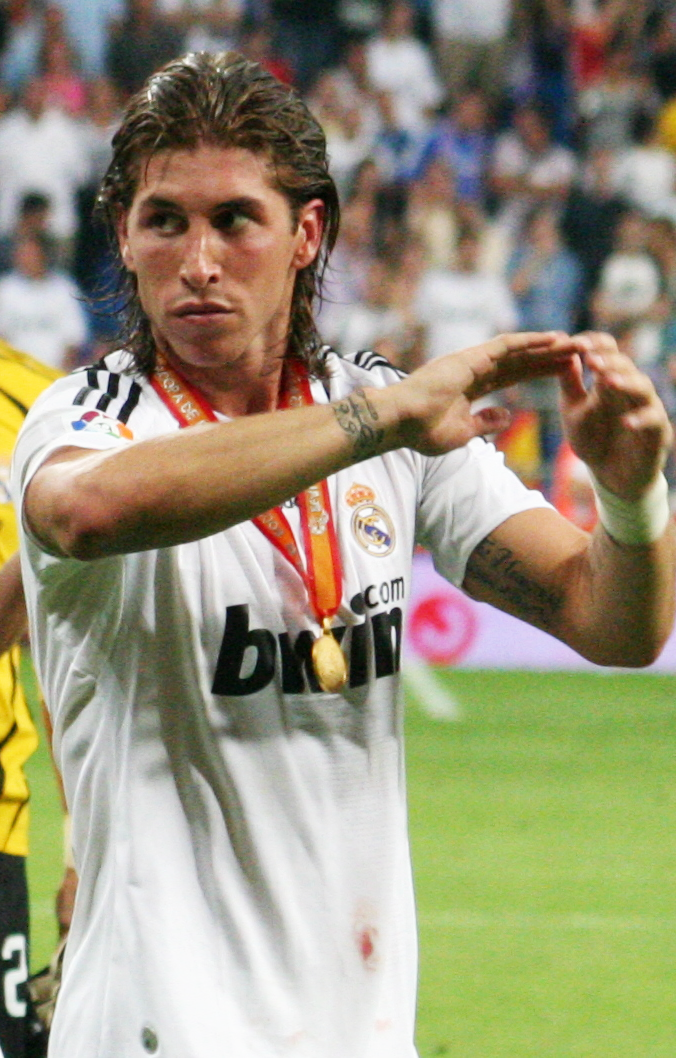
Sergio Ramos célébrant la victoire du Real Madrid en Supercoupe d'Espagne (août 2008).

Ramos continue à être décisif à l'entame de la saison 2007-2008. Il inscrit un but décisif contre le Valence CF en Supercoupe d'Espagne, contribuant à la victoire sur l'ensemble des deux matches du Real Madrid (6-5). Connaissant une baisse de forme durant l'automne, il revient à son meilleur niveau le 11 janvier 2009, inscrivant une volée acrobatique contre le RCD Majorque (3-0), puis un nouveau but la semaine suivante contre Osasuna (3-1). Grâce à ses performances, le footballeur est intégré à l'équipe-type de l'année 2008 de la FIFA et de l'UEFA.

#### Grand joueur Européen (2009-2014)
Au début de la saison 2009-2010, Sergio Ramos est nommé comme l'un des vice-capitaines du Real Madrid. Il est blessé durant la pré-saison et, une fois rétabli, recouvre une forme comparable à celle de la saison 2006-2007. Il joue de nombreux matches comme défenseur central à la suite de la longue blessure de Pepe, et inscrit deux nouveaux buts de la tête, devenant l'un des joueurs les plus décisifs de la tête de son équipe. Le 21 février 2010, le défenseur joue son 200e match pour le Real Madrid toutes compétitions confondues, son 150e en Liga, contre Villarreal (6-2).
Le 30 novembre 2010, Ramos égale le record de Fernando Hierro comme le joueur le plus expulsé dans l'histoire du Real Madrid avec son dixième carton rouge, mais bien plus précoce (Hierro en 439 matches et Ramos seulement 179). La saison suivante, il devance Hierro avec un onzième carton rouge face au Villarreal CF.
En difficulté au poste de latéral droit en début de saison 2011-2012, le joueur est repositionné dans l’axe par José Mourinho à la suite de la blessure de Ricardo Carvalho. La charnière qu'il forme avec Pepe se révèle efficace et il est maintenu à ce poste, ainsi qu'en sélection aux côtés de Gerard Piqué.
Le 10 janvier 2013, le footballeur écope d'une sanction de cinq matchs pour avoir insulté l'arbitre lors des huitièmes de finale retour de Coupe du Roi contre le Celta de Vigo.
Sergio Ramos figure dans l'équipe type de la FIFA en 2013. Le 30 avril 2014, il marque un doublé face au Bayern Munich (victoire 4-0 du Real, score cumulé 5-0) et permet au Real de se qualifier pour la finale de la C1 face à l'Atlético de Madrid. Le joueur marque le but égalisateur lors de la finale face à l'Atlético à la 92e minute et 48 secondes et permet ainsi à son équipe de s'imposer pendant les prolongations (4-1) et de remporter la dixième C1 de l'histoire du club.
À la suite du départ d'Iker Casillas, Ramos est nommé capitaine du Real Madrid.

#### Capitaine et légende (2014-2019)
Sergio Ramos ouvre le score lors de la finale de la Ligue des champions 2016 en déviant le ballon dans les filets de l'Atlético de Madrid et remporte sa deuxième C1 lors de la séance de tirs au but (5-3). Il entre dans l'histoire en devenant le premier défenseur à marquer dans deux finales différentes de Ligue des champions, après son but en 2014. Lors de la Supercoupe de l'UEFA 2016 face au FC Séville, il égalise à la 93e minute et permet à nouveau à son équipe d'arracher la prolongation. Le 3 juin 2017, il remporte la finale de la Ligue des champions, la deuxième consécutive.

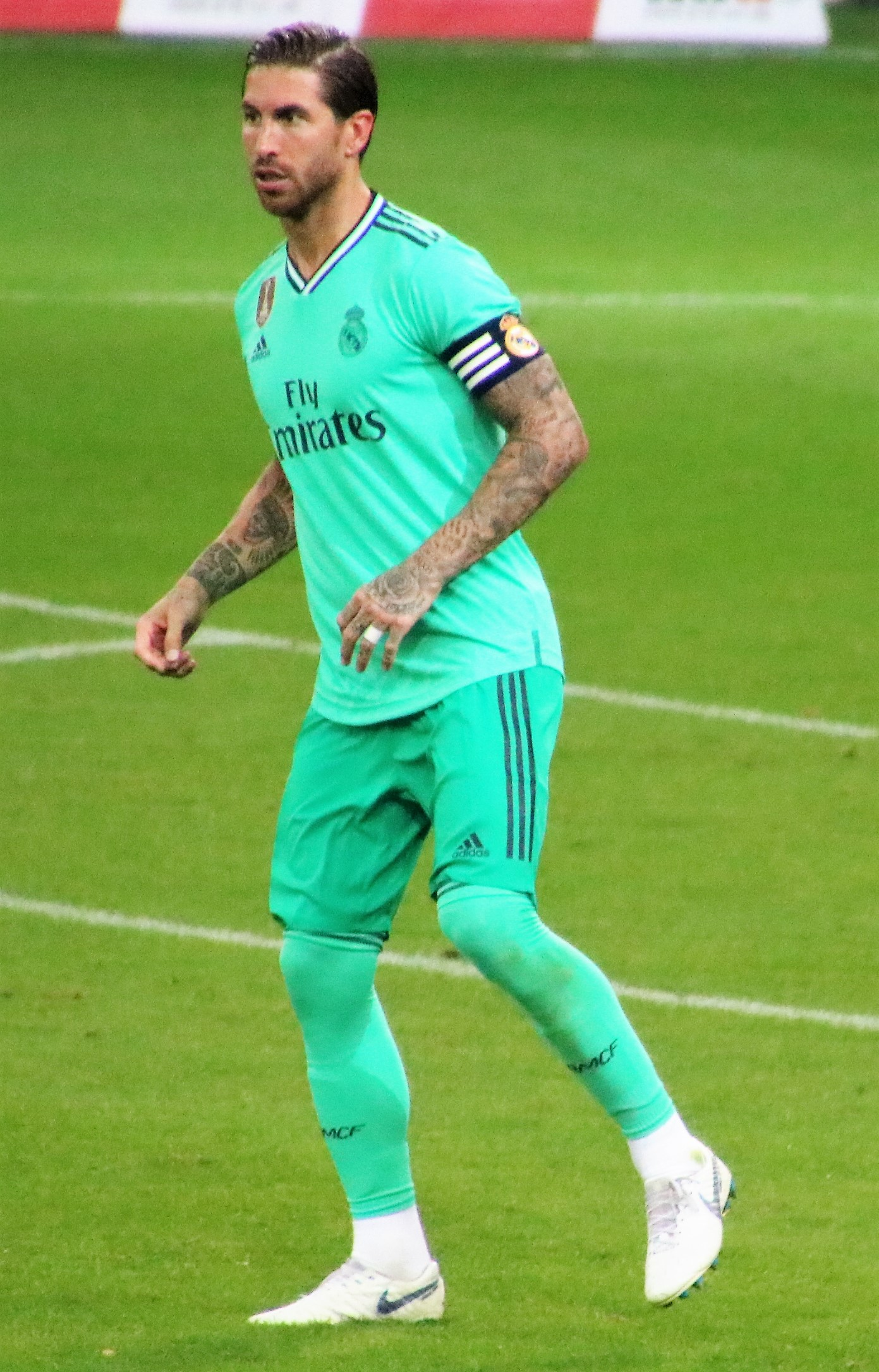
Sergio Ramos en 2019 lors d'un match du Real Madrid face au RB Salzburg.

Au cours de la saison 2017-2018, après 29 journées et jusqu'à la trêve internationale du 19 au 30 mars 2018, Ramos joue 19 matches et 1 660 minutes, marquant deux buts, écopant de six cartons, dont deux rouges. Le carton rouge pris le 2 décembre 2017 lors de la 19e journée du championnat fait de lui le joueur en ayant récolté le plus dans l'histoire de la Liga. Un record qui témoigne « de son manque de retenue et de maîtrise », et confirme sa réputation de commettre les « fautes les plus vicelardes, du moment que l'équipe est préservée », de réaliser « une redoutable synthèse de vice et de brutalité » d'après les médias. Le 26 mai 2018, l'athlète soulève à nouveau la coupe de la Ligue des champions lors d’une finale remportée 3 buts à 1 face à Liverpool. À la 25e minute Sergio Ramos est à la lutte avec Mohamed Salah, il lui fait une clé de bras et entraîne la luxation de son épaule. Salah est contraint de quitter le match sur blessure. Par la suite, Karius encaisse deux buts, sur deux erreurs grossières. Le comportement de Ramos lors de la finale lui vaut d'être comparé à un judoka sur les réseaux sociaux. Le 4 juin, deux médecins américains diagnostiquent une commotion cérébrale due au coup de Sergio Ramos, expliquant peut-être les erreurs subséquentes de Karius,.
En novembre 2018, les Football Leaks révèlent qu'il aurait été contrôlé positif au corticoïde en 2017. Le joueur nie cependant cette accusation de dopage. 
Le 9 janvier 2019, le footballeur marque sur pénalty à la 44e minute contre Leganés en huitième de finale aller de la Coupe du Roi, victoire 3-0 du Real Madrid. Ce but lui permet d'atteindre la barre des cent buts en carrière, 80 buts avec le Real, 17 pour l'équipe d'Espagne et trois pour le FC Séville, performance notable pour un défenseur. Le 14 février 2019, lors de la victoire du Real Madrid contre l'Ajax Amsterdam en huitième de finale aller de la Ligue des champions (1-2 à l'extérieur), Sergio Ramos dispute son 600e match avec le Real et devient le septième joueur de l'histoire du club à réaliser cette performance . Cependant, durant ce match, le sportif andalou est accusé d'avoir pris un avertissement intentionnellement, afin d'être suspendu au match retour et non lors d'une éventuelle finale. L'UEFA le suspend deux matchs au lieu d'un initialement . Le Real Madrid perd le match retour et est finalement éliminé (1-4 à domicile). L'élimination est en partie imputée à Ramos, notamment par Florentino Perez, président du club. Club de Fútbol Monterrey

#### La fin de la légende (2019-2021)

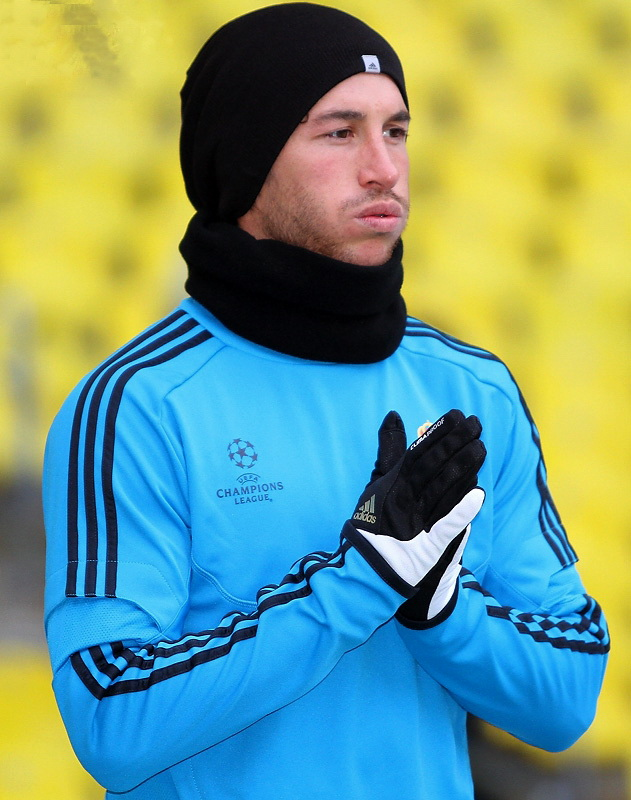
Sergio Ramos en Février 2020.

En novembre 2020, lors d'un match de Ligue des champions face à l'Inter de Milan (victoire 3-2), Sergio Ramos inscrit de la tête son centième but avec le Real Madrid, devenant le 22e meilleur buteur de l'histoire du club alors qu'il est défenseur central.
Le 16 juin 2021, le club madrilène annonce dans un communiqué officiel le départ du défenseur central. Il l’annonce par lui-même dans une conférence de presse le lendemain. Il y a passé 16 ans au total, parti en tant que légende avec 22 titres à son palmarès. Il a disputé 671 matchs pour un total de 101 buts inscrits sous le maillot Merengue. 

### Paris Saint-Germain (2021-2023)

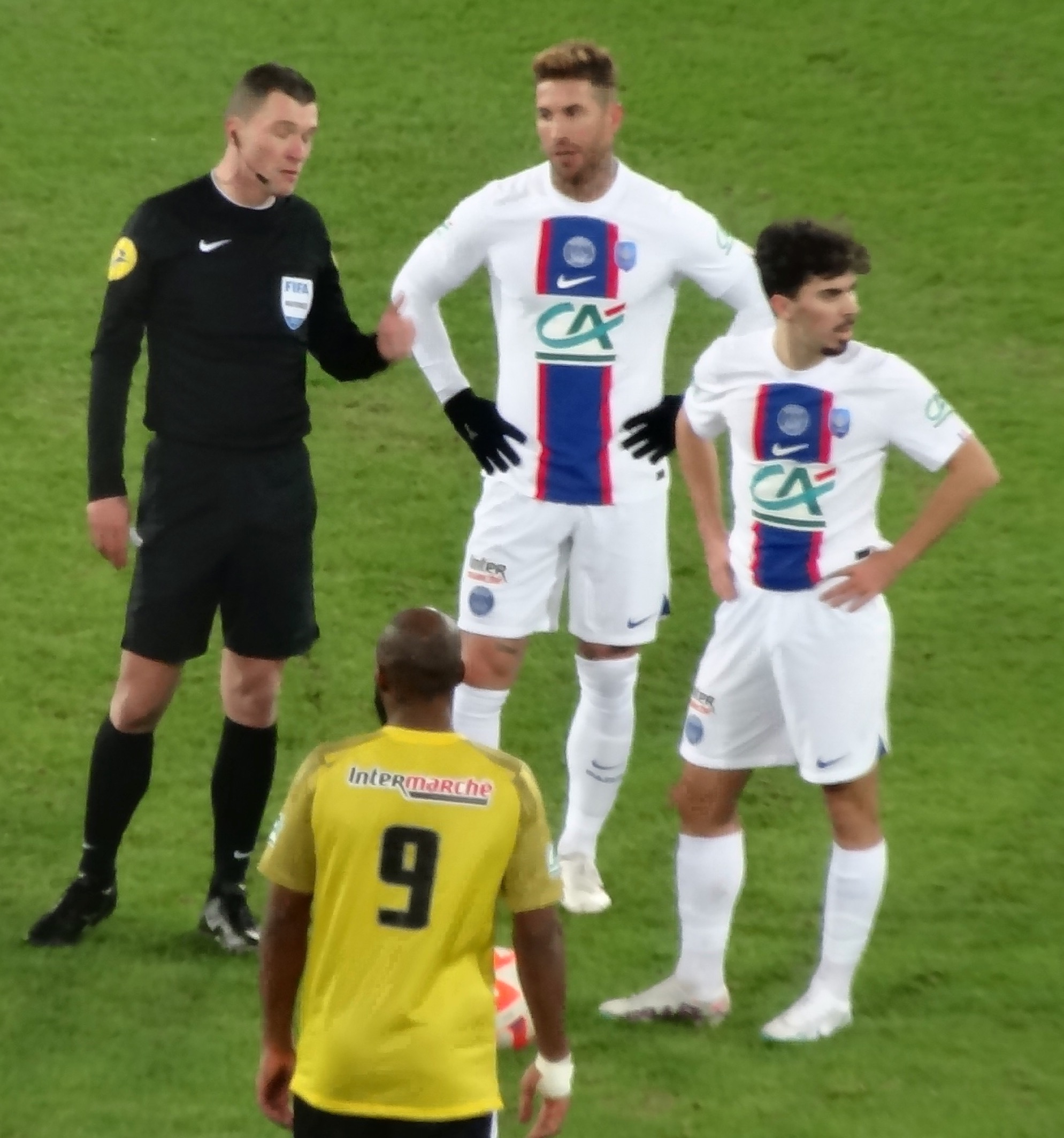
Sergio Ramos et Vitinha, en janvier 2023.

Le 8 juillet 2021, Sergio Ramos s'engage avec le Paris Saint-Germain jusqu'en juin 2023. Il conservera son numéro 4 porté durant ses 16 ans au Real Madrid. Malgré des propositions plus attrayantes financièrement de la part de clubs comme Manchester City ou Arsenal, le défenseur décide de décliner ces offres au profit du Paris Saint-Germain, jugeant le projet sportif comme primordial dans son choix. Arrivé blessé et à court de forme, il ne commence à jouer que lors de la 15e journée de Ligue 1 contre Saint-Étienne.
Le 31 juillet 2022, le footballeur remporte le Trophée des champions sur le score de 4-0 face au FC Nantes. Il marque le 3e but du Paris-Saint-Germain à la 57e minute. 
Le 8 octobre 2022, Sergio Ramos écope de son 1er carton rouge avec le Paris-Saint-Germain contre le Stade de Reims à la 41e minute du match, à la suite d'une contestation de carton jaune. Selon les dires, il aurait insulté l’arbitre Pierre Gaillouste. 
Le 2 juin 2023, le Paris Saint-Germain annonce dans un communiqué officiel son départ à l'issue de la saison,,.

### Retour au Séville FC (2023-2024)
Le 4 septembre 2023, Sergio Ramos s'engage avec son club formateur du Séville FC pour une saison. Touchant un salaire estimé à un million d'euros net sur la saison à Séville, il refuse des offres de contrat de Galatasaray et d'Al-Ittihad dont les propositions salariales oscillent entre 11 et 20 millions d'euros brut sur la saison.

### Club de Fútbol Monterrey (2025-)
Le 6 février 2025, Sergio Ramos annonce son engagement avec le club mexicain Club de Fútbol Monterrey, il portera le numéro 93.

### Carrière internationale

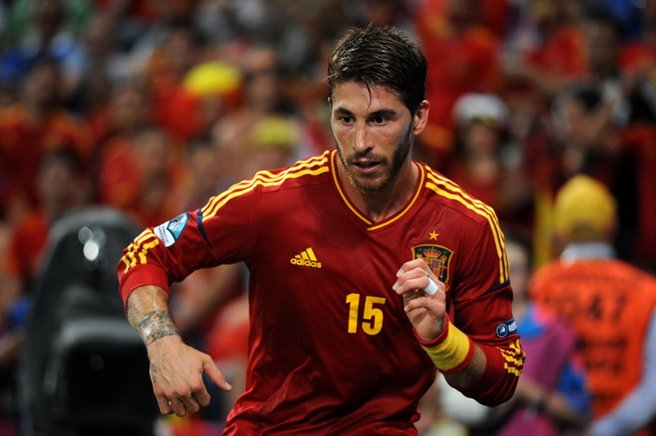
Ramos lors des quarts de finale de l'Euro 2012 contre la France.

#### En sélections de jeunes
Sergio Ramos joue pour la première fois sous le maillot espagnol en 2002 avec les U17, puis participe au championnat d'Europe des moins de 19 ans en 2004 avec les U19 avec qui il remporte le tournoi.
Au cours de la saison 2004-2005 il est appelé en équipe espoirs et y joue 6 matches internationaux.

#### Sélection A
Le 26 mars 2005, Sergio Ramos est appelé pour la première fois en équipe A pour un match contre l'équipe de Chine à Salamanque (3-0), il est alors âgé de seulement 18 ans et 361 jours.
Le 12 octobre 2005, le défenseur inscrit son premier but international contre Saint-Marin (6-0), lors des éliminatoires de la Coupe du monde 2006. L'Andalou est titulaire avec l'Espagne pour la première fois lors d'un match contre la Serbie-et-Monténégro (1-1), toujours en éliminatoires du Mondial 2006, bénéficiant de l'absence de Míchel Salgado. 
Ramos participe à la Coupe du monde 2006 et devient, à l'issue de celle-ci, le premier choix pour occuper le poste de latéral droit.
Au cours des éliminatoires de l'Euro 2008, le joueur est un membre régulier du onze titulaire espagnol qui termine premier du groupe D, devant la Suède. Au cours de ces éliminatoires, il inscrit deux buts en onze apparitions.
Lors de l'Euro 2008, il joue six des sept matches. À l'issue de la finale gagnée par les Espagnols, durant les célébrations, il porte un t-shirt en souvenir de son ami et ancien coéquipier Antonio Puerta, décédé d'un problème cardiaque en août 2007.
Sergio Ramos participe ensuite à la Coupe des confédérations 2009 où l'équipe d'Espagne est éliminée en demi-finale par celle des États-Unis (0-2). Les Espagnols terminent à la troisième place en battant en prolongations le pays organisateur, l'Afrique du Sud (3-2).
Il porte pour la première fois le brassard de capitaine face à la Corée du Sud (1-0)[Quand ?].
L'athlète fait partie du groupe de 23 joueurs appelés pour disputer la Coupe du monde 2010, aidant son équipe à remporter la victoire finale. Il joue au poste de défenseur latéral. Au cours de l'événement, le Castrol Index Performance le classe comme le meilleur joueur de la compétition avec un score de 9,79.
Lors de l'Euro 2012, Ramos joue en charnière centrale en compagnie de Gerard Piqué. Après un premier match mitigé contre l'Italie, il monte en puissance et contribue à la solidité défensive de l'Espagne qui termine la compétition avec un seul but encaissé. En demi-finale, le joueur réalise une panenka lors de la séance de tirs au but.
Le 22 mars 2013, le natif de Camas dispute son centième match avec l'équipe d'Espagne face à la Finlande, en éliminatoires de la Coupe du monde 2014. Il fête cette 100e sélection en portant le brassard de capitaine et en ouvrant le score, mais la Finlande égalise et la rencontre se termine par un match nul (1-1).
Pendant la finale de la Coupe des confédérations 2013 au Brésil, il rate un penalty pendant le match alors que le score est déjà de 3-0 pour les locaux.

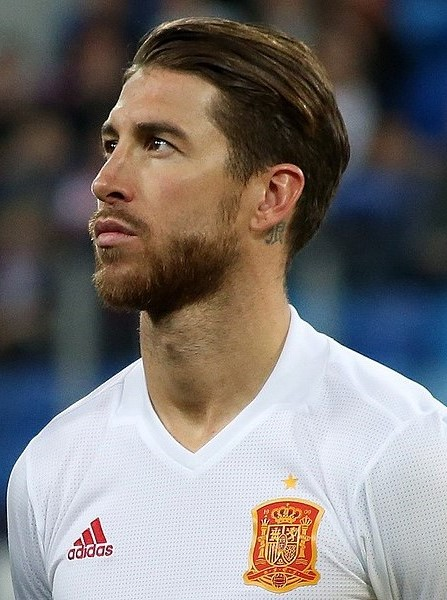
Sergio Ramos en 2017 affrontant la Russie.

Lors de la Coupe du monde 2014, Sergio Ramos est membre de l'équipe d'Espagne éliminée dès le premier tour. Lors de la rencontre face aux Pays-Bas, il réalise une très mauvaise prestation au cours de laquelle il se fera totalement dépasser par la vitesse d'Arjen Robben[réf. nécessaire]. L'Espagne s'incline finalement 5-1, son coéquipier Gérard Piqué et lui sont vivement critiqués par la presse.
Membre d'une liste provisoire de 25 joueurs espagnols sélectionnés pour disputer l'Euro 2016, le joueur fait partie de la liste définitive de 23 joueurs annoncée le 31 mai. Capitaine de la sélection en raison de la non-titularisation d'Iker Casillas, Sergio Ramos devient en outre détenteur du record de sélections - hors gardien - en équipe d'Espagne après le match de poule remporté (3-0) par la Roja contre la Turquie.
Le footballeur est absent de la liste établie par le sélectionneur Luis Enrique pour l'Euro 2020. Bénéficiant d'une pré-convocation de Luis Enrique pour la Coupe du monde 2022, le défenseur ne fait finalement pas partie de la sélection espagnole de 26 joueurs.
Le 23 février 2023, Sergio Ramos annonce sa retraite internationale après avoir joué 180 matchs et marqué 23 buts, il est le joueur le plus capé en équipe d'Espagne. 

## Statistiques

### Statistiques par saisons
| Saison                | Club                  | Championnat           | Championnat | Championnat | Championnat | Coupe(s) nationale(s) | Coupe(s) nationale(s) | Coupe(s) nationale(s) | Supercoupe | Supercoupe | Supercoupe | Compétition(s) continentale(s) | Compétition(s) continentale(s) | Compétition(s) continentale(s) | Compétition(s) continentale(s) | Supercoupe UEFA | Supercoupe UEFA | Supercoupe UEFA | Coupe du monde des clubs | Coupe du monde des clubs | Coupe du monde des clubs | Total | Total | Total |
| Saison                | Club                  | Division              | M.          | B.          | P.d.        | M.                    | B.                    | P.d.                  | M.         | B.         | P.d.       | Comp.                          | M.                             | B.                             | P.d.                           | M.              | B.              | P.d.            | M.                       | B.                       | P.d.                     | M.    | B.    | P.d.  |
| 2003-2004             | Séville FC            | Liga                  | 7           | 0           | 0           | -                     | -                     | -                     | -          | -          | -          | -                              | -                              | -                              | -                              | -               | -               | -               | -                        | -                        | -                        | 7     | 0     | 0     |
| 2004-2005             | Séville FC            | Liga                  | 31          | 2           | 3           | 5                     | 0                     | 0                     | -          | -          | -          | C3                             | 6                              | 1                              | 0                              | -               | -               | -               | -                        | -                        | -                        | 42    | 3     | 3     |
| 2005-2006             | Séville FC            | Liga                  | 1           | 0           | 0           | -                     | -                     | -                     | -          | -          | -          | -                              | -                              | -                              | -                              | -               | -               | -               | -                        | -                        | -                        | 1     | 0     | 0     |
| Sous-total            | Sous-total            | Sous-total            | 39          | 2           | 3           | 5                     | 0                     | 0                     | -          | -          | -          | -                              | 6                              | 1                              | 0                              | -               | -               | -               | -                        | -                        | -                        | 50    | 3     | 3     |
| 2005-2006             | Real Madrid           | Liga                  | 33          | 4           | 0           | 6                     | 1                     | 0                     | -          | -          | -          | C1                             | 7                              | 1                              | 0                              | -               | -               | -               | -                        | -                        | -                        | 46    | 6     | 0     |
| 2006-2007             | Real Madrid           | Liga                  | 33          | 5           | 3           | 3                     | 0                     | 0                     | -          | -          | -          | C1                             | 6                              | 1                              | 0                              | -               | -               | -               | -                        | -                        | -                        | 42    | 6     | 3     |
| 2007-2008             | Real Madrid           | Liga                  | 33          | 5           | 3           | 3                     | 0                     | 0                     | 2          | 1          | 0          | C1                             | 7                              | 0                              | 0                              | -               | -               | -               | -                        | -                        | -                        | 45    | 6     | 3     |
| 2008-2009             | Real Madrid           | Liga                  | 32          | 4           | 2           | -                     | -                     | -                     | 2          | 1          | 0          | C1                             | 8                              | 1                              | 0                              | -               | -               | -               | -                        | -                        | -                        | 42    | 6     | 2     |
| 2009-2010             | Real Madrid           | Liga                  | 33          | 4           | 2           | -                     | -                     | -                     | -          | -          | -          | C1                             | 7                              | 0                              | 0                              | -               | -               | -               | -                        | -                        | -                        | 40    | 4     | 2     |
| 2010-2011             | Real Madrid           | Liga                  | 31          | 3           | 2           | 7                     | 1                     | 1                     | -          | -          | -          | C1                             | 8                              | 0                              | 0                              | -               | -               | -               | -                        | -                        | -                        | 46    | 4     | 3     |
| 2011-2012             | Real Madrid           | Liga                  | 34          | 3           | 4           | 4                     | 0                     | 0                     | 2          | 0          | 0          | C1                             | 11                             | 1                              | 1                              | -               | -               | -               | -                        | -                        | -                        | 51    | 4     | 5     |
| 2012-2013             | Real Madrid           | Liga                  | 26          | 4           | 0           | 3                     | 0                     | 0                     | 2          | 0          | 0          | C1                             | 9                              | 1                              | 1                              | -               | -               | -               | -                        | -                        | -                        | 40    | 5     | 1     |
| 2013-2014             | Real Madrid           | Liga                  | 32          | 4           | 1           | 8                     | 0                     | 0                     | -          | -          | -          | C1                             | 11                             | 3                              | 1                              | -               | -               | -               | -                        | -                        | -                        | 51    | 7     | 2     |
| 2014-2015             | Real Madrid           | Liga                  | 27          | 4           | 1           | 2                     | 1                     | 0                     | 2          | 0          | 0          | C1                             | 8                              | 0                              | 0                              | 1               | 0               | 0               | 2                        | 2                        | 0                        | 42    | 7     | 1     |
| 2015-2016             | Real Madrid           | Liga                  | 23          | 2           | 2           | -                     | -                     | -                     | -          | -          | -          | C1                             | 10                             | 1                              | 0                              | -               | -               | -               | -                        | -                        | -                        | 33    | 3     | 2     |
| 2016-2017             | Real Madrid           | Liga                  | 28          | 7           | 1           | 3                     | 1                     | 0                     | -          | -          | -          | C1                             | 11                             | 1                              | 2                              | 1               | 1               | 0               | 1                        | 0                        | 0                        | 44    | 10    | 3     |
| 2017-2018             | Real Madrid           | Liga                  | 26          | 4           | 1           | 1                     | 0                     | 0                     | 2          | 0          | 0          | C1                             | 11                             | 1                              | 0                              | 1               | 0               | 0               | 1                        | 0                        | 0                        | 42    | 5     | 1     |
| 2018-2019             | Real Madrid           | Liga                  | 28          | 6           | 1           | 6                     | 3                     | 0                     | -          | -          | -          | C1                             | 5                              | 0                              | 0                              | 1               | 1               | 0               | 2                        | 1                        | 0                        | 42    | 11    | 1     |
| 2019-2020             | Real Madrid           | Liga                  | 35          | 11          | 0           | 2                     | 0                     | 0                     | 2          | 0          | 0          | C1                             | 5                              | 2                              | 0                              | -               | -               | -               | -                        | -                        | -                        | 44    | 13    | 0     |
| 2020-2021             | Real Madrid           | Liga                  | 15          | 2           | 0           | -                     | -                     | -                     | 1          | 0          | 0          | C1                             | 5                              | 2                              | 1                              | -               | -               | -               | -                        | -                        | -                        | 21    | 4     | 1     |
| Sous-total            | Sous-total            | Sous-total            | 469         | 72          | 23          | 48                    | 7                     | 1                     | 15         | 2          | 0          | -                              | 129                            | 15                             | 6                              | 4               | 2               | 0               | 6                        | 3                        | 0                        | 671   | 101   | 30    |
| 2021-2022             | Paris Saint-Germain   | Ligue 1               | 12          | 2           | 0           | 1                     | 0                     | 0                     | -          | -          | -          | C1                             | 0                              | 0                              | 0                              | -               | -               | -               | -                        | -                        | -                        | 13    | 2     | 0     |
| 2022-2023             | Paris Saint-Germain   | Ligue 1               | 33          | 2           | 1           | 3                     | 1                     | 0                     | 1          | 1          | 0          | C1                             | 8                              | 0                              | 0                              | -               | -               | -               | -                        | -                        | -                        | 45    | 4     | 1     |
| Sous-total            | Sous-total            | Sous-total            | 45          | 4           | 1           | 4                     | 1                     | 0                     | 1          | 1          | 0          | -                              | 8                              | 0                              | 0                              | -               | -               | -               | -                        | -                        | -                        | 58    | 6     | 1     |
| 2023-2024             | Séville FC            | Liga                  | 28          | 3           | 0           | 4                     | 2                     | 0                     | -          | -          | -          | C1                             | 5                              | 2                              | 1                              | -               | -               | -               | -                        | -                        | -                        | 37    | 7     | 1     |
| 2024-2025             | CF Monterrey          | Liga MX               | 8           | 3           | 0           | -                     | -                     | -                     | -          | -          | -          | C1                             | 1                              | 1                              | 0                              | -               | -               | -               | 4                        | 1                        | 0                        | 13    | 5     | 0     |
| Total sur la carrière | Total sur la carrière | Total sur la carrière | 589         | 84          | 27          | 61                    | 10                    | 1                     | 16         | 3          | 0          | -                              | 149                            | 19                             | 7                              | 4               | 2               | 0               | 10                       | 4                        | 0                        | 829   | 122   | 35    |

### En sélection nationale
| Saison                | Sélection             | Phases finales                | Phases finales | Phases finales | Phases finales | Éliminatoires | Éliminatoires | Éliminatoires | Matchs amicaux | Matchs amicaux | Matchs amicaux | Total | Total | Total |
| Saison                | Sélection             | Compétition                   | M              | B              | Pd             | M             | B             | Pd            | M              | B              | Pd             | M     | B     | Pd    |
| --------------------- | --------------------- | ----------------------------- | -------------- | -------------- | -------------- | ------------- | ------------- | ------------- | -------------- | -------------- | -------------- | ----- | ----- | ----- |
| 2004-2005             | Espagne               | -                             | -              | -              | -              | 2             | 0             | 0             | 1              | 0              | 0              | 3     | 0     | 0     |
| 2005-2006             | Espagne               | Coupe du monde 2006           | 3              | 0              | 0              | 2             | 2             | 0             | 6              | 0              | 1              | 11    | 2     | 1     |
| 2006-2007             | Espagne               | -                             | -              | -              | -              | 6             | 0             | 0             | 4              | 0              | 0              | 10    | 0     | 0     |
| 2007-2008             | Espagne               | Euro 2008                     | 5              | 0              | 0              | 5             | 2             | 0             | 5              | 0              | 0              | 15    | 2     | 0     |
| 2008-2009             | Espagne               | Coupe des confédérations 2009 | 3              | 0              | 0              | 6             | 0             | 1             | 5              | 0              | 1              | 14    | 0     | 2     |
| 2009-2010             | Espagne               | Coupe du monde 2010           | 7              | 0              | 0              | 2             | 0             | 0             | 6              | 1              | 0              | 15    | 1     | 0     |
| 2010-2011             | Espagne               | -                             | -              | -              | -              | 5             | 0             | 2             | 4              | 0              | 0              | 9     | 0     | 2     |
| 2011-2012             | Espagne               | Euro 2012                     | 6              | 0              | 0              | 3             | 1             | 0             | 7              | 0              | 0              | 16    | 1     | 0     |
| 2012-2013             | Espagne               | Coupe des confédérations 2013 | 5              | 0              | 0              | 5             | 2             | 0             | 6              | 1              | 0              | 16    | 3     | 0     |
| 2013-2014             | Espagne               | Coupe du monde 2014           | 3              | 0              | 0              | 3             | 0             | 1             | 5              | 0              | 1              | 11    | 0     | 2     |
| 2014-2015             | Espagne               | -                             | -              | -              | -              | 4             | 1             | 0             | 4              | 0              | 0              | 8     | 1     | 0     |
| 2015-2016             | Espagne               | Euro 2016                     | 4              | 0              | 0              | 2             | 0             | 0             | 2              | 0              | 0              | 8     | 0     | 0     |
| 2016-2017             | Espagne               | -                             | -              | -              | -              | 5             | 0             | 0             | 2              | 0              | 0              | 7     | 0     | 0     |
| 2017-2018             | Espagne               | Coupe du monde 2018           | 4              | 0              | 0              | 4             | 1             | 1             | 5              | 2              | 0              | 13    | 3     | 1     |
| 2018-2019             | Espagne               | Ligue des nations             | 4              | 3              | 0              | 4             | 3             | 0             | 1              | 1              | 0              | 9     | 7     | 0     |
| 2019-2020             | Espagne               | -                             | -              | -              | -              | 5             | 1             | 0             | -              | -              | -              | 5     | 1     | 0     |
| 2020-2021             | Espagne               | Ligue des nations             | 6              | 2              | 0              | 2             | 0             | 0             | 2              | 0              | 0              | 10    | 2     | 0     |
| Total sur la carrière | Total sur la carrière | Total sur la carrière         | 50             | 5              | 0              | 65            | 13            | 5             | 65             | 5              | 3              | 180   | 23    | 8     |

### Buts internationaux
| Buts internationaux de Sergio Ramos | Buts internationaux de Sergio Ramos | Buts internationaux de Sergio Ramos           | Buts internationaux de Sergio Ramos | Buts internationaux de Sergio Ramos | Buts internationaux de Sergio Ramos | Buts internationaux de Sergio Ramos | Buts internationaux de Sergio Ramos |
| #                                   | Date                                | Lieu                                          | Adversaire                          | Score                               | Résultat                            | Compétition                         | Sél.                                |
| ----------------------------------- | ----------------------------------- | --------------------------------------------- | ----------------------------------- | ----------------------------------- | ----------------------------------- | ----------------------------------- | ----------------------------------- |
| 1er                                 | 13 octobre 2005                     | Stadio Olimpico, Serravalle, Saint-Marin      | Saint-Marin                         | 3-0                                 | V 4-0                               | Éliminatoires Coupe du monde 2006   | 6e                                  |
| 2e                                  | 13 octobre 2005                     | Stadio Olimpico, Serravalle, Saint-Marin      | Saint-Marin                         | 4-0                                 | V 4-0                               | Éliminatoires Coupe du monde 2006   | 6e                                  |
| 3e                                  | 13 octobre 2007                     | Aarhus Idrætspark (en), Aarhus, Danemark      | Danemark                            | 2–0                                 | V 3-1                               | Éliminatoires Euro 2008             | 27e                                 |
| 4e                                  | 17 novembre 2007                    | Stade Santiago-Bernabéu, Madrid, Espagne      | Suède                               | 3–0                                 | V 3-0                               | Éliminatoires Euro 2008             | 29e                                 |
| 5e                                  | 3 mars 2010                         | Stade de France, Saint-Denis, France          | France                              | 2–0                                 | V 2-0                               | Match amical                        | 57e                                 |
| 6e                                  | 6 septembre 2011                    | Estadio Las Gaunas, Logroño, Espagne          | Liechtenstein                       | 4–0                                 | V 6-0                               | Éliminatoires Euro 2012             | 78e                                 |
| 7e                                  | 16 octobre 2012                     | Stade Vicente-Calderón, Madrid, Espagne       | France                              | 1-0                                 | N 1-1                               | Éliminatoires Coupe du monde 2014   | 97e                                 |
| 8e                                  | 14 novembre 2012                    | Estadio Rommel Fernández, Panama City, Panama | Panama                              | 4–0                                 | V 5-1                               | Match amical                        | 98e                                 |
| 9e                                  | 22 mars 2013                        | Stade El Molinón, Gijón, Espagne              | Finlande                            | 1–0                                 | N 1-1                               | Éliminatoires Coupe du monde 2014   | 100e                                |
| 10e                                 | 8 septembre 2014                    | Stade Ciutat de València, Valence, Espagne    | Macédoine du Nord                   | 1–0                                 | V 5–1                               | Éliminatoires Euro 2016             | 122e                                |
| 11e                                 | 5 septembre 2017                    | Rheinpark Stadion, Vaduz, Liechtenstein       | Liechtenstein                       | 1–0                                 | V 8–0                               | Éliminatoires Coupe du monde 2018   | 145e                                |
| 12e                                 | 14 novembre 2017                    | Stade Krestovski, Saint-Pétersbourg, Russie   | Russie                              | 2–0                                 | N 3–3                               | Match amical                        | 149e                                |
| 13e                                 | 14 novembre 2017                    | Stade Krestovski, Saint-Pétersbourg, Russie   | Russie                              | 3–3                                 | N 3–3                               | Match amical                        | 149e                                |
| 14e                                 | 11 septembre 2018                   | Stade Martínez Valero, Elche, Espagne         | Croatie                             | 5–0                                 | V 6-0                               | Ligue A des nations 2018-2019       | 158e                                |
| 15e                                 | 11 octobre 2018                     | Millennium Stadium, Cardiff, Pays de Galles   | Pays de Galles                      | 2–0                                 | V 4-1                               | Match amical                        | 159e                                |
| 16e                                 | 15 octobre 2018                     | Stade Benito-Villamarín, Séville, Espagne     | Angleterre                          | 2–3                                 | D 2-3                               | Ligue A des nations 2018-2019       | 160e                                |
| 17e                                 | 15 novembre 2018                    | Stade Maksimir, Zagreb, Croatie               | Croatie                             | 3–2                                 | D 3-2                               | Ligue A des nations 2018-2019       | 161e                                |
| 18e                                 | 23 mars 2019                        | Stade de Mestalla, Valence, Espagne           | Norvège                             | 2-1                                 | V 2-1                               | Éliminatoires Euro 2020             | 162e                                |
| 19e                                 | 7 juin 2019                         | Tórsvøllur, Valence, Tórshavn                 | Îles Féroé                          | 0-1                                 | V 1-4                               | Éliminatoires Euro 2020             | 164e                                |
| 20e                                 | 10 juin 2019                        | Stade Santiago-Bernabéu, Madrid, Espagne      | Suède                               | 1-0                                 | V 3-0                               | Éliminatoires Euro 2020             | 165e                                |
| 21e                                 | 5 septembre 2019                    | Arena Națională, Bucarest, Roumanie           | Roumanie                            | 0-1                                 | V 1-2                               | Éliminatoires Euro 2020             | 166e                                |
| 22e                                 | 6 septembre 2020                    | Stade Alfredo-Di-Stéfano, Valdebebas, Espagne | Ukraine                             | 1-0                                 | V 4-0                               | Ligue A des nations 2020-2021       | 172e                                |
| 23e                                 | 6 septembre 2020                    | Stade Alfredo-Di-Stéfano, Valdebebas, Espagne | Ukraine                             | 2-0                                 | V 4-0                               | Ligue A des nations 2020-2021       | 172e                                |

## Palmarès

### En club
| Real Madrid (22) | Paris Saint-Germain FC (3)                                                                         |
| --- | -------------------------------------------------------------------------------------------------- |
| - Championnat d'Espagne : - Champion en 2007, 2008, 2012, 2017 et 2020. - Vice-Champion en 2006, 2009, 2010, 2011, 2013, 2015 , 2016 et 2021. - Coupe d'Espagne : - Vainqueur en 2011 et 2014. - Finaliste en 2013. - Supercoupe d'Espagne : - Vainqueur en 2008, 2012, 2017 et 2020. - Finaliste en 2007, 2011 et 2014. - Ligue des champions : - Vainqueur en 2014, 2016, 2017 et 2018. - Supercoupe de l'UEFA : - Vainqueur en 2014, 2016 et 2017. - Finaliste en 2018. - Coupe du monde des clubs de la FIFA : - Vainqueur en 2014, 2016, 2017 et 2018. | - Championnat de France : - Champion : 2022 et 2023. - Trophée des champions : - Vainqueur : 2022. |

### Avec l'Espagne
| Espagne (3)                                                                                   | Espagne -19 ans (1)                                               |
| --------------------------------------------------------------------------------------------- | ----------------------------------------------------------------- |
| - Coupe du monde : - Vainqueur en 2010. - Championnat d'Europe : - Vainqueur en 2008 et 2012. | - Championnat d'Europe des moins de 19 ans : - Vainqueur en 2004. |

### Récompenses individuelles
- Élu 6e au Ballon d'or 2017.
- Élu meilleur défenseur de l'année UEFA : 2017 et 2018[40].
- Élu meilleur défenseur de la Liga : 2012, 2013, 2014 et 2015[41].
- Élu Prix Don Balón de Joueur révélation de la Liga : 2005.
- Élu meilleur arrière droit du monde par le Syndicat des joueurs professionnels (FIFPRO) : 2007, 2008 et 2009.
- Élu meilleur joueur de la finale de la Supercoupe de l'UEFA 2016.
- Élu meilleur joueur de la Coupe du monde des clubs de la FIFA 2014.
- Élu meilleur joueur de la Finale de la Ligue des champions de l'UEFA 2015-2016.
- Membre de l'équipe type de l'année UEFA : 2008, 2012, 2013, 2014, 2015, 2016, 2017, 2018 et 2020.
- Membre de l'équipe-type de la Ligue des champions de l'UEFA : 2013, 2014, 2016, 2017 et 2018.
- Membre de l'équipe-type par le Syndicat des joueurs professionnels (FIFPRO) : 2008.
- Membre de l'équipe-type de FIFA/FIFPro World XI : 2008, 2011, 2012, 2013, 2014, 2015, 2016, 2017, 2018, 2019 et 2020.
- Membre de l'équipe-type de la Coupe du monde 2010.
- Membre de l'équipe-type de l'Euro 2008 et de l'Euro 2012.
- Membre de l'équipe-type de la Liga : 2012 et 2017.

## Autour du football

### Ambassadeur Unicef
Le mardi 10 juin 2014, Sergio Ramos est nommé ambassadeur du Fonds des Nations unies pour l'enfance (UNICEF) pour représenter le comité national espagnol. Le footballeur s'engage activement en faveur des enfants depuis 2007, aux côtés de l'UNICEF.

### Engagement avec Mizuno
Quelques mois après la fin de son engagement avec l'équipementier Nike, Ramos devient officiellement ambassadeur de la marque japonaise Mizuno.

### Vie privée
Sergio Ramos est en couple depuis septembre 2012 avec Pilar Rubio, une actrice, journaliste et présentatrice de télévision espagnole. Le couple se marie le 15 juin 2019 à Séville. Ils ont ensemble quatre enfants : Sergio, né en mai 2014, Marco, né en novembre 2015, Alejandro, né en mars 2018 et Maximo, né en juillet 2020.

### Hommages à Antonio Puerta
Lors de ses matchs, Ramos rend régulièrement hommage à son ami Antonio Puerta, mort après un arrêt cardiaque sur un terrain de football en 2007.